# Cribrospongiidae
Famille
Taxons de rang inférieur
- †Cribrospongia
- Stereochlamis

Les Cribrospongiidae forment une famille d'éponges siliceuses de l'ordre des Hexactinosida. 
Certains représentants de la famille sont connus sous forme fossile.